# قنطريون قضيبي
القنطريون القضيبي واسمه العلمي (باللاتينية: Centaurea virgata) نوع نباتي ينتمي إلى جنس القنطريون من الفصيلة النجمية.

## الموئل والانتشار
موطنه المشرق العربي وتركيا والقوقاز وجنوب روسيا.